# Mashiro
Wataame Mashiro (ゎたぁめ真白) más conocido como Mashiro es un vocalista de la banda japonesa de Visual Kei, Paradeis.

## Biografía

### Inicios musicales (Angel Shoting-Himeyuri)
Wataame Mashiro, nació el 20 de junio de 1987 en los Campos de fresas (Osaka), Su carrera de cantante inició en el 2006 en el grupo “Angel Shoting” sin embargo éste duró muy poco y Mashiro continuó su carrera pero ahora en “Himeyuri”, esta fue una banda Indie que inició su carrera en el 2006 con la formación de, Vocal. Mashiro, Bajo. Ryuuki, Guitarra. Kazari, Guitarra. Yukito, Batería. Shiruku.
Iniciaron su proyecto con el sencillo “～Liles Cafe～” mismo que tuvo solo 500 ejemplares distribuidos a fanes de la localidad, con este sencillo se hacían públicos para así poder conseguir una disquera; después de varios trámites Himeyuri se une a la disquera “Planet Child Music” y así bajo el mismo nombre de grupo lanzan su segundo sencillo llamado “Hoshizora palette” el 14 de febrero de 2007, en este se marca un cambio un poco radical ya que el grupo muestra un lado algo más rudo o quizás solo atrevido, en el sencillo “Side Effect” se escucha la agresividad en los gritos guturales de Mashiro y por el contrario en la canción “HAPPY SKY” el nombre lo describe perfectamente, es una canción muy alegre, no tiene ni un grado de sencillez sino de alegría. Poco después, el 14 de diciembre Himeyuri lanza a la venta el que sería su primer y último maxisencillo llamado “Mirakuru Parapparedo” (quizá éste influyó en la siguiente banda de Mashiro), el tracklist era un poco parecido al anterior ya que solo en la canción “Banana-san to Ringo-kun” se podían volver a apreciar los “extraños gritos de Mashiro”, y la primera canción “Sennen no koi ~Still waiting~” fue la escogida para demostrar la mejorada imagen del grupo -más colorido y más alegre que nunca- así entonces se lanzó el único PV de esta banda; los integrantes salían con vestuarios muy bien elaborados mostrando su parapparedo (desfile) de misma manera que cómo se les veía en la versión “Anime chibi” que estaban en la portada del sencillo; la tercera canción llevaba el mismo nombre del sencillo y era la más mona de todas, con un ritmo inigualable, Así entonces el grupo sale de gira en el que sería el “Holiday Vol.1” ya que después de éste aún hubo otros (no en Himeyuri claro), después el grupo anunció que se separaba en buenos términos, y que no era sino por cuestiones de tiempo, ya que los demás integrantes estaban en otra banda y en Himeyuri solo colaboraban (a excepción de Mashiro y Ryuuki el bajista) y que necesitaban regresar a sus otros labores. Así entonces témina esta banda y un capítulo de la vida de Mashiro.

### 2008, inicios en PaRADEiS
Poco tiempo después de la separación de su segunda banda “Himeyuri”, Mashiro no sació sus ansias de continuar en los escenarios y estudios de grabación, junto con su compañero y amigo Ryuuki iniciaron proyectos de formar una nueva banda en la que ocuparían los mismos puestos que anteriormente; la banda se forma el 4 de marzo de 2008 bajo el nombre de “Oyuugi Wagamama-dan [PaRADEiS] x pareedo” después nombrada simplemente en japonés お遊戯ゎが魔々団×【PaRADEiS】que significa “Oyuugi Wagamama-dan x【PaRADEiS】que significa: La brigada de los juguetones demonios egoístas y el desfile; 4 meses después lanzan su single debut nombrado “Pandora no Hako” que significa caja de pandora, en verdad no tenía nada que ver el título ni la portada con el contenido, de aquí el tracklist seguía siendo parecido a lo que era quizá costumbre de Himeyuri: 3 canciones, sencillo 1 y 3 alegres y la canción 2 algo pesada en comparación con las otras y el propio estilo del grupo; era una propuesta muy interesante, Mashiro salía como una mezcla de bruja-princesa, Ryuuki salía con un look completamente distinto, con la misma disquera de “Child Planet Music” (que sigue siendo la actual): era muy difícil que alguien que no conoció a la perfección a Himeyuri lo reconociera nuevamente, la formación de ahora era muy parecida a la anterior: 2 guitarra y 1 bajo, batería y vocal, pero en su puesto estaban nuevos integrantes que habían pertenecido a otras bandas pero que ya no colaboraban en ellas; esta formación era:Vocal. Mashiro (ex- angel shoting, himeyuri), Bajo. Ryuuki (ex- himeyuri), Guitarra. Ao, Guitarra. Sei (ex- Azuka ex Julia), Batería. Miharu (ex- M).

### Primer sencillo salto a la fama y primer tour
Con este primer sencillo la banda fue de tour llamado “Holiday Vol.2” y se ganó así muchos fanes y otros exfanes de Himeyuri que se enteraron de que esta era la nueva banda de 2 de los exintegrantes. Cabe mencionar que este sencillo se encuentra ahora agotado ya que se contó con solo 1000 copias por ser el primero.
Después se lanzó otro sencillo llamado “Nokosareta Kakera no Gikyoku” el cual ahora el tracklist era más diferente ya que contenía una canción de 2:24 min que era solo música de nombre “Lolita no Yuutsu” que significa La melancolía de una Lolita, compuesta por supuesto por Mashiro, la segunda canción se titula “Pinokyo to Sunadokei” que significa Pinocho y el reloj de arena, esta fue un paso diferente ya que incluía “gritos guturales” pero eran de Sei el guitarrista, y sin embargo; la canción no era ruda ya que casi al final había una parte lenta antes del coro, con una voz muy distinta de Mashiro, aparte de que en la parte antes de cada uno de los 2 primeros coros se mostraba una faceta nueva de Mashiro, ya que hablaba de una manera muy rápida que parecía ser “Rap” y yo que creo hasta el momento no muchos pueden cantarla. La tercera canción era algo común: muy alegre y bailable (ya que Mashiro siempre inventa una coreografía simple en el escenario para que los fanes la sigan) se titula “Kaze ni nosete” que significa Viaje en el viento. De este sencillo no hubo mucho relevo ya que no hubo conciertos sino hasta el siguiente lanzamiento.

### Actualidad
Después de este sencillo hubo un Planetarium Show Case como acostumbra hacer la disquera, en donde cada banda participa con una canción o más y así luego sale a la venta, a veces con canciones nuevas o que no se incluyen en ningún otro sencillo o álbum o sino en donde un grupo canta nuevas canciones pero con una formación diferente y otras veces en donde una banda interpreta un Cover de otra banda; de aquí PaRADEiS sacó una nueva canción titulada “Deai ha (・∀・) noshi kara” y esta no se encuentra en ningún otro lanzamiento.
“The other side of paradeis” así se titula el Primer Miniálbum de la banda, este marcó un cambio en la banda muy especial ya que continuaban con una estética parecida pero más interesante de acuerdo a cada canción, así se demostró en una sesión de fotos para el lanzamiento, el tracklist fue más distinto de los demás, los gritos guturales solo se oían en 2 de las 5 canciones que éste incluía, las otras 3 eran baladas. La primera llamada “Ame no nioi” que significa Olor a lluvia era una mezcla de balada distnta porque no era muy lenta ni movida, era un punto preciso que no aburría y sino al contrario era atractiva y muy peculiar en su manera, Mashiro representaba esta canción con un paraguas; la segunda era “Deai wa noshi kara -the other side mix-” se diferenciaba de Deai ha (・∀・) noshi kara porque en la parte en que Mashiro decía “ma” fue puesto un muy pequeño remix, fuera de eso no existe diferencia alguna, Sei representaba esta canción con una estética un poco más ligera; la tercera es llamada del mismo nombre que el miniálbum y fue escrita por Mashiro, la letra es muy bonita y explícita, esta la representaba Ao, nada más que él es muy serio; la cuarta es “Mahou no ranpu -aburakatabura-” que significa La lámpara mágica -abracadabra-; llamada así para demostrar que era la “Brigada mágica” y esta la representó Ryuuki de una manera muy coqueta con traje de Sultán (caballero árabe que posee bailarinas llamadas odaliscas dentro de su harem) y su lámpara “mágica”; la última canción titulada “Kaerenai kisetsu” era la más lenta de todas y era representada por Miharu, con una sesión de fotos.
Con esta misma presentación de cada integrante se dio a conocer la nueva vestimenta mas sin embargo; el grupo salió de gira en su primer tour completo llamado “the other side of paradeis tour 2008” con las mismas ropas del Holiday Vol. 3 y 4.
Después de un período de impresionantes conciertos en vivo, Mashiro anunció que la banda lanzaría su 3.er sencillo llamado "Osanaki Futago no Himitsu" donde aprendemos lo que es este terrible secreto guardado por los jóvenes gemelos...
En abril, el grupo participó en el evento Yume Yori Suteki Sekai, y tienen la oportunidad de publicar un sencillo del mismo nombre, donde los miembros toman el tiempo para una canción, en lugar de Mashiro.
En ese verano, el grupo dio su primer ONE MAN: primer aniversario Paradeis el 23 de junio, en Osaka Muse. Y además, aprovecharon la oportunidad para distribuir un nuevo sencillo llamado Yume no Naruki.
El mes de agosto fue una oportunidad para PARADEIS con un cuarto lanzamiento, llamado Senjou Rakuen, y fue lanzado el 26 de agosto. Del mismo modo, estuvo disponible en dos versiones, una que contenía el clip Ohimesama no Akai Bara, la adición de otras dos canciones de su One man en OSAKA MUSE: Koisuru Minette y deai wa Noshi Kara.
Del mismo modo, el grupo hizo tres eventos, que se celebraron durante tres días en septiembre. Ellos fueron llamados "Senjo to Rakuen" y se llevaron a cabo, respectivamente, en OSAKA MUSE 7, 8 en el HOLIDAY NAGOYA y, finalmente, 9 Shinjuku RUIDO K4. Evento en el que los huéspedes WHITELACK, dhalis, Ellseed y mucho más...
En noviembre de 2009, el grupo realizó una gira, llamada "Pa ∞ PARADEISE TOUR 2009", que contenía tres fechas: 13 de noviembre en Shinsabashi FANJtwice y 20 de noviembre en Nagoya ell. tamaño, y finalmente el 28 de noviembre en el SHIBUYA CHELSEA HOTEL, y aprovechó la oportunidad para lanzar su quinto sencillo, Onigokko disponible en dos tipos, uno contenía tres canciones, y el otro es un CD combo o DVD.
• El 12 de diciembre de 2009, el grupo lanzó su primer DVD en vivo: nombrado 1st ANIVERSARY PARADEIS, contenía 12 temas.
• El 10 de septiembre, Senjou to Rakuen octavo en la lista Oricon en el top 10 de sencillos indie.
• El 25 de noviembre, se clasificó quinto ONIGOKKO en la lista Oricon en el top 10 de sencillos indie.
La banda lanzó su primer álbum nombrado Col • Tempo, 28 de abril de 2010.

## Oyuugi...a Paradeis
A partir de noviembre del 2011 la banda ya no se llama Oyuugi Wagamama-dan x [PaRADEiS], adoptan como nombre Paradeis, demostrando así que aprecian a sus fanes extranjeros que siempre les han llamado de esa manera. Y además cambian su logotipo.

### VOW(ヴァウ)
El 18 de marzo de 2013 se dio a conocer la nueva banda de mashiro que está conformada por Ryuki, Sei y un nuevo integrante Riri, en su página oficial lanzaron su sencillo, cuya descarga se la puede hacer gratuitamente y un video promocional Lonely Rabit

### Estilo e Influencias
Mashiro no menciona ningún artista en particular, según su ameblo, su inspiración le viene cuando lee, y al le gusta leer de todo, inclusive hasta de cuentos infantiles, su género musical es una mezcla de J-pop, J-Rock, con estilo Oshare kei.

## Himeyuri
- Lies Cafe
- Hoshizora Paretto
- Mirakuru Parappareido

PV:Sennen no Koi-Still Wating-

## PaRADEiS
| Álbumes - 28/04/2010 Col.Tempo Minialbum - 17/12/2008 the other side of paradeis - 23/03/2011 Albare Recopilaciones de varios artistas - 29/10/2008 PLANETARIUM SHOW CASE - 2010 Aonsoku Subsonic - 28/01/2009 Vivid Shake Monster Box - 27/04/2011 Explosion Showcase - 2011/07/20 "Meteoric Swarm" Sencillos - 04/06/2008 «Pandora no Hako» - 02/07/2008 «Nokosureta Kakera no Gikyoku» - 22/04/2009 «Osanaki futago no himitsu» - 26/08/2009 «Senjou to rakuen» - 11/11/2009 «Onigokko» - 07/07/2010 «LoLli★Lollipop» - 15/09/2010 «Yumekujira» - 20/06/2011 «One-coin Himitsu» - 30/11/2011 «Souzou e no gu» Distribuidos en vivo - Yume yori suteki sekai - 23/06/2009 «Yume No Naruki» - 12/10/2010 «Soredemo» - 20/12/2010 «Stella» - 20/12/2010 «Crazy Bunny!» - 20/12/2010 «Kamihitoe» - 20/06/2011 «One-coin Himitsu» |

## DVD
- 12/02/2009 「1ST ANNIVERSARY PaRADEiS」
- 25/08/2010 Divine Dolce Col·Tempo
- 28/04/2010 Makin of Col·Tempo
- 07/07/2010 Making of LoLli★Lollipop A y B
- 2011/09/28 3rd Anniversary PaRADEiS

### Distribuidos en vivo
- Comentario especial de nokosareta kakera no gikyoku
- Comentario de Holiday Vol. 3
- Dekiai tsuukoi monogatari PV dvd
- Purachāzu ⇔ aki no chihō tsuma sagashi TOUR★ ima ga shun★ Nagoya-hen
- Purachāzu ⇔ aki no chihō tsuma sagashi TOUR★ ima ga shun★ Saitama-hen
- Purachāzu ⇔ aki no chihō tsuma sagashi TOUR★ ima ga shun★ Tōkyō-hen
- The other side of paradeis tour 08' Osaka
- The other side of paradeis tour 08' Shinjuku
- The other side of paradeis tour 08' Nagoya
- Ame no nioi PV dvd
- Funwari X´mas PV dvd
- Meteoric swarm DVD comment and lives

### Misceláneos
- Cure Vol. 71: Lecciones de Coreografía de "Deai wa noshi kara" con Mashiro Wataame
- Cure Aid: Stile council con Ryuki
- Desfile de modas de Kera Shop (con la participación de Mashiro Wataame)
- Comentarios de fin de año (2010) de Little Hearts Archivado el 26 de febrero de 2012 en Wayback Machine.
- Stranger PV (de la banda SEED con la participación de Wataame Mashiro)
- Making of ohimesama no akai bara
- Ruido K4 (con participación de otras bandas de Planet CHILD Music)
- Comentarios de verano "Love Situation" (Like an Edisson)

## Vídeos musicales
| Año  | Vídeo                       |
| ---- | --------------------------- |
| 2009 | «Ohimesama no Akai bara»    |
| 2009 | «Dekiai Tsuukoi Monogatari» |
| 2009 | «Ame No Nioi»               |
| 2009 | «Onigokko»                  |
| 2009 | «Funwari X'mas»             |
| 2010 | «Lolli★Lollipop»            |
| 2010 | «Liverty»                   |
| 2011 | «Pieromansu»                |
| 2011 | «Himitsu»                   |
| 2011 | «Phatos Logos»              |
| 2012 | «Kimi no Stage»             |